# Arian Kartli
Arian Kartli (auch: Aryan-Kartli, georgisch არიან-ქართლი) war ein historisches Herrschaftsgebiet, das in der mittelalterlichen georgischen Chronik „Die Bekehrung Kartlis“ (მოქცევაჲ ქართლისაჲ, mokc’evay k’art’lisay) vorkommt und dort als die ursprüngliche Heimat der Georgier von Kartli gilt (dem kaukasischen „Iberien“ im heutigen zentralen und östlichen Georgien).
Die georgische Chronik Kartlis Zchowreba erzählt die Legende von einem Feldzug von Alexander dem Großen ins Innere von Georgien. Es heißt, Alexander habe Azoy, den Sohn eines ungenannten „Königs von Arian-Kartli“, zusammen mit seinen Anhängern nach Mzcheta in Kartli entsandt. Er beauftragte ihn mit der Verwaltung von Kartli. Der georgische Mönch Arsen, der Autor einer metaphrasierenden Zusammenfassung des „Lebens der Heiligen Nino“ und Lehrer von König Dawit IV., kommentiert diese Passage folgendermaßen: „Wir, die Georgier, sind Abkömmlinge von Hergezogenen aus Arian-Kartli, wir sprechen deren Sprache und alle Könige von Kartli sind Nachkommen ihrer Könige.“
Die Identifikation von Arian Kartli anhand der Texte eines mittelalterlichen georgischen Schreibers bleibt jedoch problematisch. Es scheint so, als ob dieses Königreich bereits vor den Eroberungszügen von Alexander dem Großen bestanden habe, aber eine präzise Verortung, das Gründungsdatum oder die Identität seiner Herrscher kann nirgends abgeleitet werden. Das Wort „arian“ (nobel, adlig) entspringt dem antiken Indogermanischen/Iranischen. Es deutet auf eine Verbindung zu indo-arischen oder iranischen Völkern hin. Schon antike Quellen haben das Land im Umkreis des Achämenidenreiches verortet. Herodots Liste der Distrikte des Achämenidenreiches setzt die proto-georgischen Stämme in die 13. und 19. Satrapie. Diese Territorien überschneiden sich teilweise mit dem Südwesten des historischen Georgien und zahlreiche georgische Gelehrte, unter anderem Giorgi Melikishvili, verorten dort Arian Kartli.
Das frühe georgische Königreich von Kartli/Iberia, das in historischen Berichten aus hellenistischer Zeit eindeutig nachweisbar ist, scheint noch die Verbindungen in iranisches Gebiet gehabt zu haben, die sich in dem legendären Bericht von Arian Kartli niederschlugen. Cyril Toumanoff setzt die Region gleich mit Aranē (griechisch ‘Αράνη), das bei Claudius Ptolemäus (5,6,18) erwähnt wird, und dem Harrana der Hethiter.